# Mobile Information Device Profile
MIDP (ang. Mobile Information Device Profile) – uzupełnienie konfiguracji CLDC o odpowiednie klasy języka Java przeznaczone dla urządzeń o niewielkich rozmiarach i małych parametrach technicznych. Specyfikacja MIDP jest rozwijana przez Java Community Process (JCP). W lipcu 2000 r. udostępniono wersję 1.0, a pod koniec 2002 roku wersję 2.0 MIDP. Programy napisane z wykorzystaniem MIDP noszą nazwę MIDletów i są uruchamiane w środowisku K virtual machine.
Profil MIDP zawiera bardziej rozbudowaną obsługę platformy Java niż sama konfiguracja CLDC, więc urządzenia obsługujące MIDP wymagają od niej więcej pamięci. Specyfikacja CLDC wymaga przynajmniej 120 kB pamięci RAM (Random Accesss Memory) na przechowywanie specyfikacji MIDP, co najmniej 32 kB na stos oraz nie mniej niż 8 kB pamięci nieulotnej, która zapewnia MIDletom zapisywanie danych. Urządzenia korzystające z MIDP powinny być wyposażone w ekrany umożliwiające wyświetlenie co najmniej dwóch kolorów w rozdzielczości nie mniejszej niż 96 pikseli wysokości i 54 pikseli szerokości. Powinny posiadać klawiatury wyposażone w klawisze alfanumeryczne, przyciski wyboru oraz strzałki wyboru. Ich wyposażenie musi także zapewniać obsługę protokołu HTTP 1.1.